# Josef Oesterle
Josef Oesterle (* 14. April 1899 in Weißensberg; † 31. August 1959 in München) war ein deutscher Volkswirt und Politiker (BVP, CSU).

## Leben und Beruf
Nach dem Abitur wurde Oesterle, der römisch-katholischen Glaubens war, noch 1917 zum Kriegsdienst eingezogen. Nach schwerer Verwundung blieb er bis 1920 im Lazarett. Anschließend studierte er Volkswirtschaftslehre und wurde 1924 zum Doktor der Staatswissenschaften promoviert. Während des Studiums wurde er Mitglied der katholischen Studentenverbindung K.St.V. Ottonia München. Seit 1934 war er Vorstandsmitglied der Verlagsanstalt Manz AG. Von 1939 bis 1945 nahm er als Soldat am Zweiten Weltkrieg teil. Seit 1946 fungierte er als Präsident des Bayerischen Landesamtes für Vermögensverwaltung in München.

## Partei
Oesterle schloss sich während der Zeit der Weimarer Republik der BVP an und war von 1925 bis 1933 stellvertretender Generalsekretär der Partei. Nach 1945 war er Mitglied der CSU.

## Abgeordneter
Oesterle gehörte dem Deutschen Bundestag seit dessen erster Wahl 1949 bis zu seinem Tode an. Er vertrat als stets direkt gewählter Abgeordneter den Wahlkreis Augsburg-Land im Parlament. Vom 1. Juli 1954 bis zu seinem Tode war er auch Mitglied des Europaparlaments.